# Nhái cây Trường Sơn
Nhái cây Trường Sơn (danh pháp: Philautus truongsonensis) là một loài ếch trong họ Rhacophoridae. Chúng là loài đặc hữu của Việt Nam, sinh sống chủ yếu ở vùng núi cao từ 300 đến 1.300m ở các thành phố Huế, Quảng Trị và Đà Nẵng.